# كونيكا

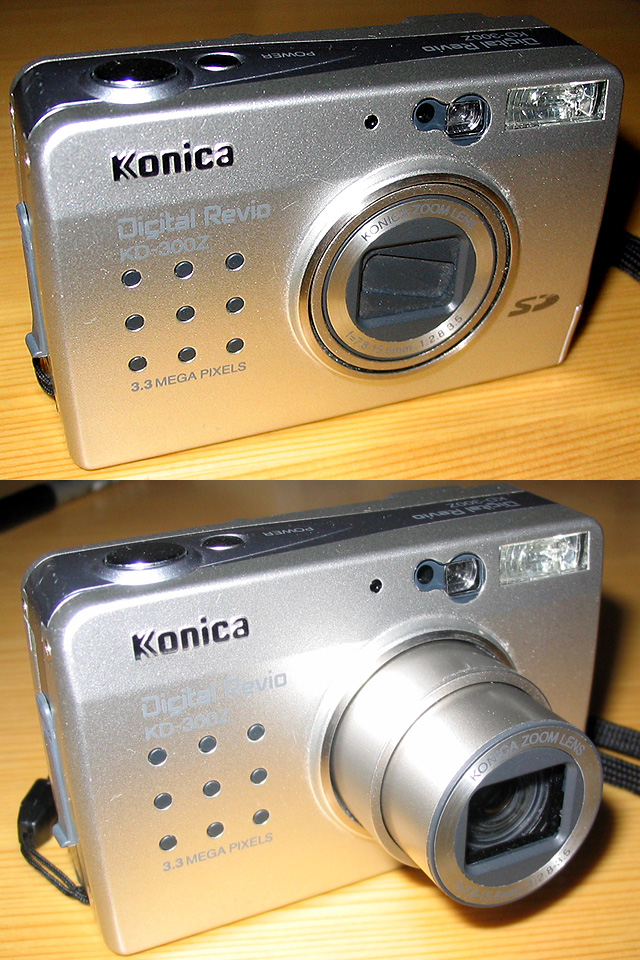
آلة كونيكا رقمية Revio KD -300Z

كونيكا (باليابانية: コニカ) كانت شركة يابانية لصناعة آلات التصوير الفوتوغرافي، الأفلام، ومعدات التصوير وأجهزة النسخ والفاكس. تأسست في طوكيو عام 1873. في 5 أغسطس 2003، اندمجت شركة كونيكا مع شركة مينولتا لتشكلان شركة كونيكا مينولتا.
كانت الشركة تعرف بمنتجاتها المعقولة الثمن وذات الجودة الجيدة.